# جوسيمار دا سيلفا مارتينز
جوسيمار دا سيلفا مارتينز هو لاعب كرة قدم برازيلي في مركز الهجوم، ولد في 27 سبتمبر 1984 في البرازيل. لعب مع نادي بونتي بريتا ونادي ديمبو ونادي سالغاوكار ونادي سي آر بي ونادي محمدان ونادي مومباي لكرة القدم.

## وصلات خارجية
- جوسيمار دا سيلفا مارتينز على موقع Soccerway.com (الإنجليزية)